# Філліс Чеслер
Філліс Чеслер (1 жовтня 1940 , США ) — американська радикально-феміністська письменниця, психотерапевтка, жіноча дослідниця. Почесна професорка психології та жіночих досліджень у коледжі Стейтен-Айленда (CUNY).  Психологиня-феміністка другої хвилі, авторка 18 книг, зокрема, бестселерів «Жінки та божевілля» (1972), «З дитиною: історія материнства» (1979) та «Американська наречена в Кабулі: мемуари» (2013). Плідно досліджувала теми статі, психічних розладів, розлучення та опіки над дітьми, сурогатного материнства, фемінізму другої хвилі, порнографії, проституції, інцесту та насильства проти жінок.
Також досліджувала в ряді робіт антисемітизм, жінок в ісламі та вбивства честі. За її твердженнями, багато західних інтелектуалів, включаючи лівих і феміністок, відмовилися від західних цінностей в ім'я мультикультурного релятивізму, що призвело до союзу з ісламістами, зростання антисемітизму і нехтуванням інтересами мусульманок і релігійних меншин у країнах з мусульманською більшістю.

## Кар'єра
Є радикальною феміністкою та лідеркою феміністок другої хвилі. 
Під час свого навчання в Річмонд-коледжі Чеслер запустила багато послуг для студенток, включаючи курси самооборони, кризовий центр для тих, хто пережили зґвалтування та центр догляду за дітьми. У 1975 році співзаснувала Національну мережу жіночого здоров'я разом з Барбарою Сіман, Еліс Вольфсон, Белітою Ковен і Мері Гавелл, а також стала членкинею Жіночого форуму та заснувала Міжнародний комітет жінок "Стіна". 
З Вівін Ґорнік Філліс Чеслер створила феміністичний салон. У 1969 році співзаснувала Асоціацію жінок у психології. 

### Судові справи
У 1997 році була єдиною судовою експерткою у груповому позові в штаті Небраска від імені пацієнток, які зазнали сексуального, фізичного, медичного та психологічного насильства. З 2008 по 2012 рік Чеслер подавала свідчення під присягою в залі суду у справах дівчат та жінок, які втекли від вбивств честі та подали заяву про надання притулку в Америці. Чеслер очолювала груповий позов проти Міського університету Нью-Йорка від імені жінок, на вирішення якого знадобилося 17 років.

### Викладання
Консультувала юристів, психологів та психіатрів з різних тем, включаючи секс між пацієнткою(-том) і терапевтом(-кою), зґвалтування, інцест, домашнє насильство, утримання під вартою, вбивства честі та жорстоке поводження з жінками у в’язницях та психіатричних установах. Вона багато років вела невелику психотерапевтичну практику, а в 1997 році викладала курс судової психології в коледжі Джона Джея. У 1998 році Чеслер читала курс поглибленої психології та жіночих досліджень в Університеті Брандейса.
Протягом 1969–1970 навчального року Чеслер викладала один з перших жіночих курсів у США в Річмонд-коледжі (який пізніше об’єднався з громадським коледжем Стейтен-Айленда в коледж Стейтен-Айленда) у Нью-Йорку.

### Письменницька робота
У 1972 році опублікувала книгу «Жінки та божевілля», теза якої в тому, що «існують подвійні стандарти психічного здоров’я та хвороб і що жінок часто карають як функцію статі, раси, класу чи сексуальних уподобань». Книга розійшлася тиражем понад 3 мільйони примірників по всьому світу.  За рецензією на першій сторінці New York Times американська поетка та феміністка Едрієнн Річ описала її як «інтенсивну, швидку, блискучу, суперечливу... піонерський внесок у фемінізацію психіатричного мислення та практики».
Вважає, що чоловіки можуть і повинні бути профеміністами, і написала у книзі «Листи до молодої феміністки», що бачить серед своїх спадкоємців як жінок, так і чоловіків. Чеслер вивчала чоловічу психологію і опублікувала на цю тему книгу «Про чоловіків», у якій досліджує стосунки між батьком і сином, матір’ю і сином, братом і братом. Книга також торкається чоловічого конформізму: як і чому чоловіки підкорялися наказам чоловіків-тиранів, і які чоловіки чинили опір.

## Книги
- Women and Madness (1972, переглянута 2005)
- Women, Money and Power (1976)
- About Men (1979)
- With Child: A Diary of Motherhood (1979)
- Mothers on Trial: The Battle for Children and Custody (1986)
- Sacred Bond: The Legacy of Baby M (1988)
- Patriarchy: Notes of an Expert Witness (1994)
- Feminist Foremothers in Women's Studies, Psychology, and Mental Health (1995)
- Letters to a Young Feminist (1997)
- Woman's Inhumanity to Woman (2002)
- Women of the Wall: Claiming Sacred Ground at Judaism's Holy Site (2002)
- The New Anti-Semitism. The Current Crisis and What We Must Do About It (2003)
- The Death of Feminism: What's Next in the Struggle For Women's Freedom (2005)
- Mothers on Trial: The Battle for Children and Custody (25th Anniversary Edition) (2011)
- An American Bride in Kabul: A Memoir (2013)
- Living History: On the Front Lines for Israel and the Jews: 2003–2015 (2015)
- Islamic Gender Apartheid. A Veiled War Against Women (2017)
- A Family Conspiracy: Honor Killing (2018)
- A Politically Incorrect Feminist: Creating a Movement with Bitches, Lunatics, Dykes, Prodigies, Warriors, and Wonder Women (2018)

## Зовнішні посилання
- Офіційний сайт
- Phyllis Chesler's Profile on Psychology's Feminist Voices
- Cohen, Tamara. "Phyllis Chesler", Jewish Women: A Comprehensive Historical Encyclopedia
- Публікації на C-SPAN